# Teloschistales
Teloschistales D. Hawksw. & O.E. Erikss. (1986) es un orden taxonómico formado por varias familias de líquenes y perteneciente a la clase de los Lecanoromycetes de la división Ascomycota de distribución mundial.
La situación taxonómica de este grupo está discutida y estudios moleculares actuales incluyen a alguna de las familias que actualmente forman parte de él dentro de los Lecanorales. A falta de nuevas investigaciones que confirmen que este orden es polifilético, esto es que todas las familias que aparecen en él no están emparentadas, ha de tenerse en cuenta que según la actual clasificación la variedad de morfologías tanto en el talo (foliosos, fruticuloso y crustáceos) como de estructuras reproductoras es muy elevado. Las características comunes de sus especies que han permitido la permanencia del grupo son la síntesis de la sustancia liquénica llamada antriquinona como producto secundario en apotecios y córtex superior que les otorgan un característico colo anaranjado y la presencia de ascosporas polariloculares. Pero es principalmente la presencia de un tipo particular de ascas con dehiscencia irregular y una capa externa amiloide sin estructuras apicales lo que define a este grupo.

## Sistemática
Orden Teloschistales
- Familia Caliciaceae Chevall. 1826
  - Género Acolium
  - Género Acroscyphus
  - Género Amandinea
  - Género Australiaena
  - Género Buellia
  - Género Calicium
  - Género Cratiria
  - Género Cyphelium
  - Género Dermatiscum
  - Género Dimelaena
  - Género Diploicia
  - Género Diplotomma
  - Género Dirinaria
  - Género Gassicurtia
  - Género Hafellia
  - Género Hypoflavia
  - Género Pyxine
  - Género Santessonia
  - Género Stigmatochroma
  - Género Sphinctrinopsis
  - Género Tetramelas
  - Género Texosporium
  - Género Thelomma
  - Género Tholurna
  - Género Tylophoropsis
- Familia Letrouitiaceae Bellem. & Hafellner (1982)
  - Género Letrouitia
- Familia Megalosporaceae Vezda ex Hafellner & Bellem. (1982)
  - Género Austroblastenia
  - Género Megaloblastenia
  - Género Megalospora
- Familia Physciaceae Zahlbr.
  - Género Anaptychia
  - Género Coscinocladium
  - Género Culbersonia
  - Género Dermiscellum
  - Género Heterodermia
  - Género Hyperphyscia
  - Género Mobergia
  - Género Monerolechia
  - Género Phaeophyscia
  - Género Phaeorrhiza
  - Género Physcia
  - Género Physconia
  - Género Pyxine
  - Género Redonia
  - Género Rinodina
  - Género Rinodinella
  - Género Tornabea
- Familia Teloschistaceae Zahlbr. 1898
  - Género Caloplaca
  - Género Cephalophysis
  - Género Fulgensia
  - Género Huea
  - Género Ioplaca
  - Género Josefpoeltia
  - Género Seirophora
  - Género Teloschistes
  - Género Xanthodactylon
  - Género Xanthomendoza
  - Género Xanthopeltis
  - Género Xanthoria